# Futarchia
Futarchia è un meccanismo di governo originariamente proposto da Robin Hanson per la gestione delle organizzazioni politiche, ma che in realtà è applicabile in modo efficace anche alle DO (distributed organization) e DAO (distributed autonomous organization): il meccanismo che governa le previsioni di mercato.
In sostanza, si scelgono alcune metriche di successo (KPI) facilmente misurabili, e vengono rilasciati dei gettoni, che saranno pagati dopo un intervallo di tempo in futuro (ad es. Dopo 1 anno) a seconda dei valori di queste metriche di successo.
Si rilascia uno di questi gettoni per ogni possibile azione da intraprendere.
Ciascuno di questi gettoni vengono scambiati contro una corrispondente gettone Euro, che paga esattamente € 1 se il KPI corrispondente è raggiunto (se il KPI corrispondente non è raggiunto, entrambi i tipi di gettoni pagano € 0, quindi la probabilità dell'azione effettivamente adottata non influenza il prezzo).
L'azione che il mercato prevede avrà i migliori risultati, come osservabile dal prezzo elevato del gettone sul suo mercato, è l'azione che verrà intrapresa.
Questo fornisce un altro, autonomo, meccanismo per la selezione e allo stesso tempo per premiare l’opinione degli esperti.